# Condado de Yellowstone (Montana)
El condado de Yellowstone es el condado más poblado del estado de Montana (Estados Unidos). Según el censo oficial del año 2000 el condado contaba con una población de 129.352 habitantes, pero según estimaciones actuales por parte de la Oficina del Censo de los Estados Unidos cuenta actualmente con 138.213 habitantes. Las estimaciones del población para el año 2025 son de 170.088 habitantes, suponiendo un incremento del 32%. Su sede de condado es Billings, que a su vez es la ciudad más poblada del estado de Montana. El condado de Yellowstone obtuvo su nombre ya que el río Yellowstone biseca el estado desde el suroeste hasta el noreste.

## Geografía

### Condados adyacentes
- Condado de Musselshell - norte
- Condado de Rosebud - noreste
- Condado de Treasure - este
- Condado de Big Horn - sur & sureste
- Condado de Carbon - suroeste
- Condado de Stillwater - oeste
- Condado de Golden Valley - noroeste

### Áreas protegidas
En el condado de Yellowstone se encuentran, las siguientes áreas protegidas por el gobierno de los Estados Unidos:
- Nez Perce National Historical Park
- Pompeys Pillar National Monument

## Comunidades

### Ciudades
- Billings
- Laurel

### Pueblos
- Broadview